# Calliste étincelant
Chlorochrysa phoenicotis
Espèce
Statut de conservation UICN

 LC  : Préoccupation mineure
Le Calliste étincelant (Chlorochrysa phoenicotis) est une espèce de passereau appartenant à la famille des Thraupidae.

## Répartition
On le trouve en Colombie et en Équateur.